# أغوستين كاردوزو (لاعب كرة قدم)
أغوستين كاردوزو (بالإسبانية: Agustín Cardozo)‏ هو لاعب كرة قدم أرجنتيني في مركز الهجوم، ولد في 13 يوليو 1998 في الأرجنتين. لعب مع نادي أتليتكو للبنين ‏.

## وصلات خارجية
- أغوستين كاردوزو (لاعب كرة قدم) على موقع Soccerway.com (الإنجليزية)